# Mathurin Guitet
Mathurin Guitet, ook wel Marthurin Guitet, (1664/65 - 1745) was ordinaris kapitein (vanaf 1703) van de Friese Admiraliteit, koopman en cartograaf. Tussen 1704 en 1718 bracht hij de Noord-Nederlandse en Noord-Duitse kusten en wateren nauwkeurig in kaart.
Guitet maakte van 1708 tot 1710 kaarten van de Duitse Bocht en de Oost-Friese en Sleeswijkse, verraderlijke, wateren en kusten. Voor hij daaraan begon was hij ongeveer tien jaren loods in dat gebied geweest voor koopvaardijschepen naar Bremen en Hamburg. Zijn kaarten waren de eerste betrouwbare kaarten van die regio.
- Biografisch Portaal: 71389264
- Gemeinsame Normdatei: 118699172
- International Standard Name Identifier: 0000 0000 1058 9630
- Nationale Bibliotheek van Tsjechië: mzk2016926099
- Nederlandse Thesaurus van Auteursnamen: 114277060
- Virtual International Authority File: 72188477
- WorldCat: E39PBJmTmvQkW9RCc4hwwCMXVC